# Confédération européenne des syndicats
Pour les articles homonymes, voir CES.
 (février 2021).
Si vous disposez d'ouvrages ou d'articles de référence ou si vous connaissez des sites web de qualité traitant du thème abordé ici, merci de compléter l'article en donnant les références utiles à sa vérifiabilité et en les liant à la section « Notes et références ».
La Confédération européenne des syndicats ou CES (en anglais : European Trade Union Confederation ou ETUC) regroupe la plupart des organisations syndicales européennes. Elle représente les intérêts des travailleurs auprès des institutions de l'Union européenne.
La CES regroupe 93 organisations membres issues de 41 pays européens ainsi que 10 fédérations syndicales, représentant plus de 45 millions de membres. Elle est reconnue par l’Union européenne, par le Conseil de l’Europe et l’Association européenne de libre-échange comme seule organisation syndicale interprofessionnelle européenne représentative.
La confédération est présidée par l'Autrichien Wolfgang Katzian (de) et sa secrétaire générale est l'Irlandaise Esther Lynch (en), élus au Congrès de Berlin en mai 2023.

## Activités
La mission de la CES est de représenter les travailleurs au niveau européen. Elle se donne comme objectif majeur de « promouvoir le modèle social européen et d’œuvrer au développement d’une Europe unifiée de paix et de stabilité au sein de laquelle les travailleurs et leur famille peuvent pleinement profiter des droits humains et civils et de hauts niveaux de vie. » La CES définit le modèle social européen comme « combinant une croissance économique soutenable accompagnée de niveaux de vie et de travail en hausse constante y compris le plein emploi, la protection sociale, l’égalité des chances, des emplois de bonne qualité, l’inclusion sociale et un processus de prise de décisions politiques qui implique pleinement la participation des citoyens. »
Dans le cadre du dialogue social européen, la CES négocie avec les employeurs représentés par le CEEP et BusinessEurope ou par secteur à travers les fédérations syndicales européennes. Le CES négocie ainsi des accords-cadres sectoriels, mis en œuvre sous la forme de directives européennes, ou des accords « autonomes » directement avec le patronat. Les accords-cadres ont porté sur le congé parental (1996), le travail à temps partiel (1997) et les contrats à durée déterminée (1999) et les accords autonomes sur les télétravailleurs (2002), le stress lié au travail (2004), le harcèlement et la violence au travail (2007) et sur les marchés du travail inclusifs (2010).
Dans le cadre de ses revendications, la CES organise également des mobilisations telles que des journées d'action et des « euromanifestations » à l'occasion de sommets européens ou, plus récemment, contre la crise économique et les politiques d'austérité.
La CES s'appuie dans ses actions sur l'Institut syndical européen (en) (ETUI) son centre de recherche et de formation indépendant basé à Bruxelles. L'ETUI étudie les sujets socio-économiques, les relations industrielles et les développements de la politique européenne du monde du travail.

## Historique

### Origines
En 1952, les syndicats de mineurs et d’ouvriers de la métallurgie des organisations adhérant à la Confédération internationale des syndicats libres mettent en place un comité de coordination dans le cadre de la Communauté européenne du charbon et de l’acier. Avec la signature du traité de Rome en 1957, la CISL met en place un Secrétariat syndical européen (SSE) qui rassemble ses adhérents de l’Europe des Six. En parallèle, la Confédération internationale des syndicats chrétiens met en place l'Organisation européenne - CISC (OE-CISC). En 1960, les syndicats de la CISL des pays appartenant à l’Association européenne de libre-échange se rassemblent à leur tour dans un secrétariat européen. En 1969, le SSE devient la Confédération européenne des syndicats libres, puis avec l’adhésion des syndicats CISL des pays de l’AELE en 1973, elle devient la Confédération européenne des syndicats. Son évolution est achevée quelques mois après, avec l’adhésion des syndicats de l’OE-CISC. Une avancée plus importante dans le rassemblement du syndicalisme européen a lieu en juillet 1974, quand la CGIL qui s’est désaffiliée de la Fédération syndicale mondiale adhère à la CES.
En 1973, la CES dispose de Comités syndicaux européens (CSE) issus soit d’un processus de différenciation géographique au sein des Secrétariats professionnels internationaux de la CISL, soit du rassemblement au niveau européen de syndicats nationaux. De plus un certain nombre de CSE n'entrent pas dans les limites de la CES. À partir de 1976, et de son congrès de Londres, la CES essaye de rationaliser ses structures et d’intégrer les CSE.
Dans les années 1980, alors que la perspective de l’Union européenne devient de plus en plus nette, la CES essaye de faire correspondre ses structures au niveau du dialogue social européen qui se met peu à peu en place, avec la CES pour le niveau confédéral, les CSE au niveau des branches européennes et les syndicats au niveau des entreprises. À partir de 1988, elle milite au sein des instances européennes pour la création de comités d’entreprise européens. Elle se dote aussi d’institutions pour aider au dialogue social européen : l'Association pour la formation européenne des travailleurs aux technologies (1986), le Bureau technique syndical (1989) et l'Académie syndicale européenne (1989).
Avec la chute du mur de Berlin, de nombreux syndicats autrefois proches de la Fédération syndicale mondiale adhèrent à leur tour à la CES, comme les Comisiones Obreras espagnoles. Sous la direction d’un nouveau secrétaire général, Emilio Gabaglio issu de la Confédération italienne des syndicats de travailleurs, la CES prend une orientation résolument fédéraliste et revendicative en matière de droits des salariés. Le rôle de la structure centrale de la CES est renforcé, et l’élargissement vers l’ensemble des syndicats européens devient un objectif. Les congrès de Luxembourg en 1991, puis à Bruxelles en 1999 renforce le fédéralisme du fonctionnement de la CES, et l’adhésion de la CGT en 1999 fait de la CES un interlocuteur vraiment représentatif des salariés européens. Par ailleurs, la CES est considérée par la nouvelle Confédération syndicale internationale comme son organisation régionale européenne.

### Actions
En février 2023, la secrétaire générale de la CES, Esther Lynch, se rend à Sfax, en Tunisie pour participer à une manifestation en soutien à l'Union générale tunisienne du travail (UGTT) dont plusieurs dirigeants ont été arrêtés. L'UGTT fait partie d'une large partie de la société civile qui conteste l'exercice du pouvoir par le président Kaïs Saïed dans le cadre d'une crise politique qui dure depuis 2021. Les autorités donnent 24 heures à Lynch pour quitter le pays, dénonçant une « ingérence » dans les affaires intérieures tunisiennes,.

## Organisation

### Structure
L'autorité suprême de la CES est exercé par le congrès, qui se réunit tous les quatre ans. Il se compose de délégués des organisations membres, proportionnellement à leur nombre d'adhérents. Le congrès élit les membres du comité exécutif, le président, le secrétaire général, deux secrétaires généraux adjoints, ainsi que quatre secrétaires confédéraux.
Le comité exécutif est composé par des délégués des organisations membres. Il décide notamment des délégations chargées de négocier dans le cadre du dialogue social européen. Le comité de direction, composé de 21 membres, assure le suivi des décisions du comité exécutif.
Le secrétaire général est le porte-parole de la CES et son principal responsable. Le président est chargé de la présidence des organes de direction.

### Membres
La CES regroupe 89 organisations membres de 39 pays européens, ainsi que 10 fédérations syndicales européennes[Quand ?]. D’autres structures comme Eurocadres (Conseil des cadres européens) et la FERPA (Fédération européenne des retraités et personnes âgées (d)) opèrent sous son égide.
Dans les pays où des syndicats se divisent suivant l'orientation politique, plusieurs confédérations sont directement membres de la CES. Dans les pays où le syndicalisme est organisé sectoriellement, seule l'organisation qui les regroupe au niveau intersectoriel est membre de la CES.
Les organisations syndicales affiliées à la CES conservent leurs propres procédures de prise de décision. Les délégués des organisations membres décident démocratiquement des politiques et activités de la CES au plan européen, et la CES elle-même n'a pas le pouvoir d'imposer une ligne aux confédérations nationales.
- Allemagne : DGB - Deutscher Gewerkschaftsbund Bundesvorstand (Confédération allemande des syndicats)
- Andorre : USDA - Unió Sindical D’Andorra (Union syndicale d'Andorre)
- Autriche : ÖGB - Österreichischer Gewerkschaftsbund (Confédération autrichienne des syndicats)
- Belgique : FGTB - Fédération générale du travail de Belgique, CSC - Confédération des syndicats chrétiens, CGSLB - Centrale générale des syndicats libéraux de Belgique
- Bulgarie : KNSB - Конфедерация на независимите синдикати в България (Confédération des syndicats indépendants de Bulgarie), Podkrena - Конфедерация на труда Подкрепа (Confédération du travail Podkrepa)
- Chypre : SEK - (Confédération des travailleurs chypriotes), DEOK - (Fédération démocratique du travail de Chypre)
- Chypre du Nord : TÜRK-SEN - Kibris Türk İsçi Sendikalari Federasyonu (Fédération des syndicats turcs de Chypre)
- Croatie : SSSH - Savez Samostalnih Sindikata Hrvatske (Union des syndicats autonomes de Croatie), NHS (en) - Nezavisni Hrvatski Sindicati (Syndicats indépendants de Croatie)
- Danemark : AC - Akademikernes Centralorganisation (Organisation centrale des diplômés), LO - Landsorganisationen i Danmark (Confédération des syndicats du Danemark), FTF - Funktionærernes og Tjenestemændenes Fællesråd (Confédération des fonctionnaires et employés du public)
- Espagne : UGT - Unión General de Trabajadores (Union générale des travailleurs), CC.OO - Confederación Sindical de Comisiones Obreras (Confédération syndicale des commissions ouvrières), ELA - Eusko Langileen Alkartasuna (Solidarité des travailleurs basques), USO - Unión Sindical Obrera (Union syndicale ouvrière)
- Estonie : EAKL - Eesti Ametiühingute Keskliit (Confédération des syndicats estoniens), TALO - Teenistujate Ametiliitude Organisatsioon (Association des syndicats des employés d’Estonie)
- Finlande : SAK - Suomen Ammattiliittojen Keskusjärjestö (Organisation centrale des syndicats finlandais), AKAVA - (Confédération finlandaise des syndicats des salariés diplômés de l’enseignement supérieur), STTK - Toimihenkilökeskusjärjestö (Confédération finlandaise des salariés)
- France : CFDT - Confédération française démocratique du travail, CFTC - Confédération française des travailleurs chrétiens, CGT - Confédération générale du travail, FO - Force ouvrière, UNSA - Union nationale des syndicats autonomes
- Grèce : GSEE - Γενική Συνομοσπονδία Εργατων Ελλάδος, Geniki Synomospondia Ergaton Ellados (Confédération générale des travailleurs grecs), ADEDY - Anotati Diikisis Enoseon Dimosion Ypallilon (Confédération des syndicats des fonctionnaires publics)
- Hongrie : ASzSz - Autonóm Szakszervezetek Szövetsége (Confédération des syndicats autonomes), Liga - Független Szakszervezetek Demokratikus Ligája (Confédération démocratique des syndicats libres), MSzOSz - Magyar Szakszervezetek Országos Szövetsége (Confédération nationale des syndicats hongrois), MOSz - Munkástanácsok Országos Szövetsége (Fédération nationale des conseils de travailleurs), SZEF - Szakszervezetek Egyuttmukodesi Foruma (Forum pour la coopération des syndicats), ESzT - Értelmiségi Szakszervezeti Tömörülés (Bloc des syndicats de cadres)
- Irlande : ICTU - Irish Congress of Trade Unions (Congrès irlandais des syndicats)
- Islande : ASÍ - Alþýðusamband Íslands (Fédération islandaise du travail), BSRB - Bandalag Starfsmanna Ríkis og Bæja (Confédération des employés municipaux et de l'État)
- Italie : CGIL - Confederazione Generale Italiana del Lavoro (Confédération générale italienne du travail), CISL - Confederazione Italiana Sindacati Lavoratori (Confédération italienne des syndicats de travailleurs), UIL - Unione Italiana del Lavoro (Union italienne du travail)
- Lettonie : LBAS - Latvijas Brīvo arodbiedrību savienība (Confédération des syndicats indépendants de Lettonie)
- Liechtenstein : LANV - Liechtensteiner ArbeitnehmerInnenverband (Confédération des travailleurs du Liechtenstein)
- Lituanie : LDF - Lietuvos Darbo Federacija (Fédération lituanienne du travail), LPPS - Lietuvos Profesinė Sajunga « Solidarumas » (Syndicat lituanien « Solidarité »), LPSK - Lietuvos Profesinių Sąjungų Konfederacija (Confédération lituanienne des syndicats)
- Luxembourg : LCGB - Lëtzebuerger Chrëschtleche Gewerkschaftsbond (Fédération des syndicats chrétiens luxembourgeois), OGBL - Onofhängege Gewerkschaftsbond Lëtzebuerg (Confédération syndicale indépendante du Luxembourg)
- Malte : CMTU - Confederation of Malta Trade Unions (Confédération des syndicats de Malte), GWU - General Workers' Union (Union générale des travailleurs), FORUM (en) - The Forum of Maltese Unions (Le Forum des syndicats maltais)
- Macédoine : SSМ Сојуз на синдикатите на Македонија (Fédération des syndicats de Macédoine), KSS (Confédération des syndicats libres)
- Norvège : LO - Landsorganisasjonen i Norge (Confédération norvégienne des syndicats), UNIO - Utdanningsgruppenes Hovedorganisasjon (Confédération des syndicats professionnels), YS - Yrkesorganisasjonenes Sentralforbund (Confédération des syndicats d'employés)
- Pays-Bas : CNV - Christelijk Nationaal Vakverbond (Fédération nationale des syndicats chrétiens), FNV - Federatie Nederlandse Vakbeweging (Confédération syndicale des Pays-Bas), MHP - Vakcentrale voor middengroepen en hoger personeel (Fédération syndicale pour les travailleurs des classes moyennes et de haut niveau)
- Pologne : OPZZ - Ogólnopolskie Porozumienie Związków Zawodowych (Alliance panpolonaise des syndicats), Solidarność - Niezależny Samorządny Związek Zawodowy « Solidarność » (Syndicat indépendant et autonome « Solidarité »), FZZ (en) - Forum Związków Zawodowych (Forum des syndicats)
- Portugal : UGT - União Geral de Trabalhadores (Union générale des travailleurs), CGTP-IN - Confederação Geral dos Trabalhadores Portugueses - Intersindical Nacional (Confédération générale des travailleurs portugais - Intersyndicale nationale)
- Roumanie : BNS - Blocul National Sindical (Bloc national syndical), Cartel Alfa - Confederaţia Naţionala Sindicală « Cartel Alfa » (Confédération nationale syndicale « Cartel Alfa »), CSDR - Confederatia Sindicatelor Democratice din Romania (Confédération des syndicats démocratiques de Roumanie), CNSLR « Fratia » - Confederaţia Naţională a Sindicatelor Libere din România « Frăţia » (Confédération nationale des syndicats libres de Roumanie « Fraternité »)
- Royaume-Uni : TUC - Trade Union Congress (Congrès des syndicats)
- Saint-Marin : CDLS - Confederazione Democratica dei Lavoratori Sammarinesi (Confédération démocratique des travailleurs saint-marinais), CSdL - Confederazione Sammarinese del Lavoro (Confédération saint-marinaise du travail)
- Serbie : UGS « Nezavisnost » (en) - Ujedinjeni Granski Sindikati « Nezavisnost » (Union générale des syndicats « Nezavisnost »), CATUS (en) - CATUS (Confédération des syndicats indépendants de Serbie)
- Slovaquie : KOZSR - Konfederácia odborových zväzov Slovenskej republiky (Confédération des syndicats de la République slovaque)
- Slovénie : ZSSS - Zveza Svobodnih Sindikatov Slovenije (Association slovène des syndicats libres)
- Suède : LO - Landsorganisationen i Sverige (Confédération des syndicats suédois), SACO - Sveriges Akademikers Centralorganisation (Organisation centrale des travailleurs intellectuels de Suède), TCO - Tjänstemännens Centralorganisation (Organisation centrale des employés)
- Suisse : USS - Union syndicale suisse, Travail.Suisse
- République tchèque : ČMKOS - Českomoravská konfederace odborových svazů (Confédération tchéco-morave des syndicats)
- Turquie : HAK-İŞ - Türkiye Hak İşçi Sendikaları Konfederasyounu (Confédération des vrais syndicats turcs), TÜRK-İŞ - Türkiye Işçi Sendikalari Konfederasyonu (Confédération des syndicats turcs), KESK - Kamu Emekçileri Sendikaları Konfederasyonu (Confédération des syndicats de fonctionnaires), DİSK - Türkiye Devrimci İşçi Sendikaları Konfederasyonu (Confédération des syndicats révolutionnaires de Turquie)
- Ukraine : FPU - Fédération des syndicats d'Ukraine, KVPU - Confédération des syndicats libres d'Ukraine

Membres observateurs
- Bosnie-Herzégovine : KSBiH - Konfederacija Sindikata Bosne I Hercegovine (Confédération syndicale de Bosnie-Herzégovine)
- Monténégro : CTUM (Confédération des syndicats du Monténégro), UFTUM (Union des syndicats libres du Monténégro)

Fédérations syndicales européennes
- EAEA - European Arts and Entertainment Alliance (Alliance européenne des médias et du spectacle),
- Eurocop - European Confederation of Police (Confédération européenne de la police),
- EFFAT - European Federation of Food, Agriculture and Tourism (Fédération européenne des syndicats de l’alimentation, de l’agriculture et du tourisme),
- EFJ - European Federation of Journalists (Fédération européenne des journalistes),
- IndustriAll Syndicat européen - IndustriAll European Trade Union (IndustriAll Syndicat européen),
- EPSU - European Federation of Public Service Unions (Fédération syndicale européenne des services publics),
- ETF/FET - European Transport Workers’ Federation (Fédération européenne des travailleurs des transports),
- ETUCE/CSEE - European Trade Union Committee for Education (Comité syndical européen de l’éducation),
- ETUF-TCL/FSE-THC - European Trade Union Federation - Textiles Clothing and Leather (Fédération européenne du textile, de l’habillement et du cuir),
- Union Network International-Europa

## Le comité Jeunes de la CES (Youth Committee ETUC)

### Organisation

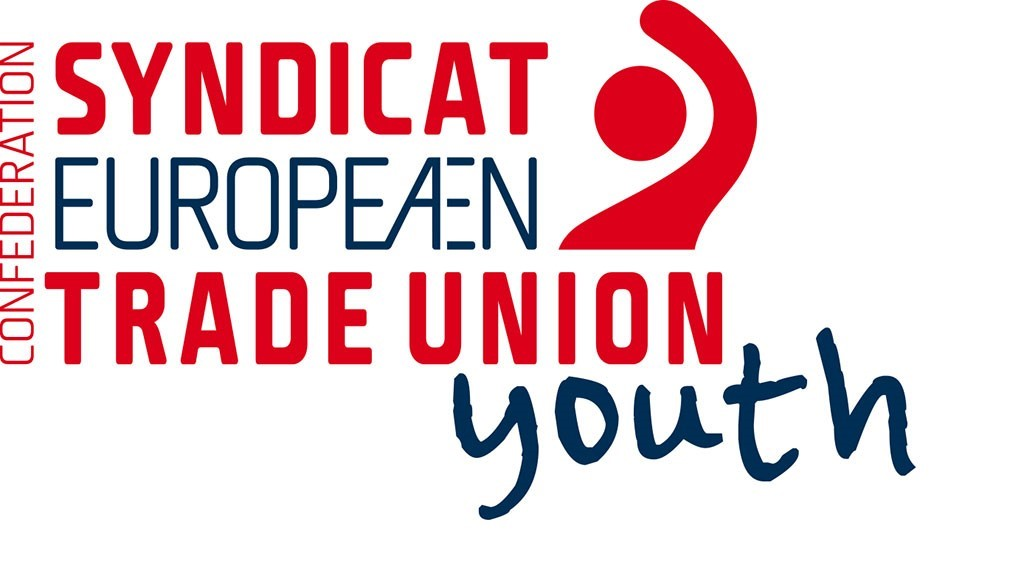
Logo du Comité Jeunes de la CES

Le Comité Jeunes de la CES (en anglais : Youth Committee ETUC) est une organisation composante de la Confédération européenne des syndicats. Le Comité Jeunes est composé d'un représentant jeune (moins de 35 ans) par organisation syndicale membre de la CES. 
Le Comité Jeunes est composé de 99 membres (89 organisations syndicales membres ainsi que 10 fédérations syndicales européennes), et d'un organe exécutif nommé « bureau » chargé de mettre en œuvre les décisions politiques. Le bureau exécutif ainsi que son président sont élus par les membres du Comité Jeunes,.

### Listes des présidents du Youth Committee
| Période     | Président          | Syndicat      |
| ----------- | ------------------ | ------------- |
| 2013 - 2017 | Viktória Papp-Nagy | SZEF, Hongrie |
| 2017 - 2024 | Tea Jarc           |               |
| 2024 -      | Céline Ruffie      | CFDT, France  |

## Liste des dirigeants

### Secrétaires généraux
- 1973-1975 : Théo Rasschaert (Belgique)
- 1975-1976 : Peer Carlsen (Danemark)
- 1976-1991 : Mathias Hinterscheid (en) (Luxembourg)
- 1991-2003 : Emilio Gabaglio (Italie)
- 2003-2011 : John Monks (Royaume-Uni)
- 2011-2015 : Bernadette Ségol (France)[9]
- 2015-2022 : Luca Visentini (Italie)[9]
- Depuis 2022 : Esther Lynch (d) (Irlande)[9]

### Présidents
| Période     | Président                     | Syndicat         |
| ----------- | ----------------------------- | ---------------- |
| 1973-1974   | Vic Feather (en)              | TUC, Royaume-Uni |
| 1974-1979   | Heinz Oskar Vetter (en)       | DGB, RFA         |
| 1979-1982   | Wim Kok                       | FNV, Pays-Bas    |
| 1982-1985   | Georges Debunne               | FGTB, Belgique   |
| 1985-1991   | Ernst Breit (en)              | DGB, RFA         |
| 1991-1993   | Norman Willis (en)            | TUC, Royaume-Uni |
| 1993-2003   | Fritz Verzetnitsch (en)       | OGB, Autriche    |
| 2003-2007   | Cándido Méndez Rodríguez (es) | UGT, Espagne     |
| 2007-2011   | Wanja Lundby-Wedin (en)       | LO, Suède        |
| 2011-2015   | Ignacio Fernández Toxo (en)   | CCOO, Espagne    |
| 2015-2019   | Rudy De Leeuw (nl)            | FGTB, Belgique   |
| 2019-2023   | Laurent Berger                | CFDT, France     |
| depuis 2023 | Wolfgang Katzian (de)         | ÖGB, Autriche    |